# Gnotzheim

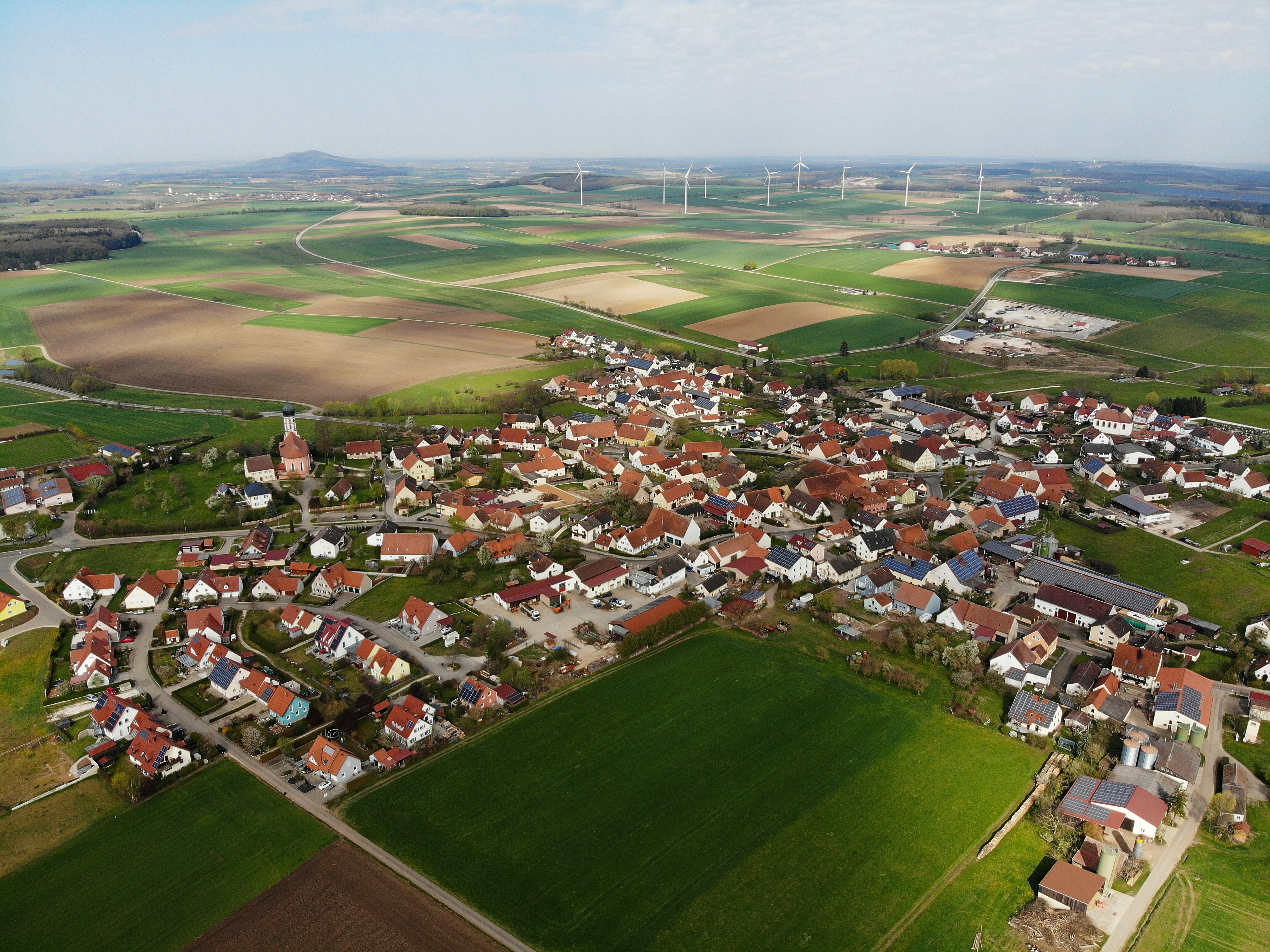
Gnotzheim, Luftaufnahme (2020). Im Hintergrund der Hesselberg.

Gnotzheim ist ein Markt im mittelfränkischen Landkreis Weißenburg-Gunzenhausen und Mitglied der Verwaltungsgemeinschaft Hahnenkamm.

## Geografie

### Lage
Gnotzheim liegt im Westen des Landkreises Weißenburg-Gunzenhausen am Fuße des Hahnenkamms, eines Nebengebirges der Fränkischen Alb, in der Region Westmittelfranken, etwa sieben Kilometer südwestlich der Stadt Gunzenhausen. Der Ort liegt auf einer Höhe von 473 m ü. NHN. Im Westen verläuft die Grenze zum Landkreis Ansbach. Gnotzheim wird von der Bundesstraße 466 von Gunzenhausen nach Nördlingen durchquert. Durch den Ort fließt der Wurmbach, ein Nebenfluss der Altmühl. Das Gemeindegebiet ist von einer Offenlandschaft mit Wiesen und Feldern geprägt, nur im Süden und äußersten Nordosten liegen Waldgebiete. Höchste Erhebung der Gemeinde ist der Spielberg, auf den sich teilweise der gleichnamige Gemeindeteil erstreckt. Westlich davon erhebt sich der Hagbuck mit dem Schloss Spielberg. Mit 12,48 Quadratkilometern ist Gnotzheim die zweitflächenkleinste Gemeinde des Landkreises Weißenburg-Gunzenhausen.

### Gemeindegliederung
Es gibt 5 Gemeindeteile (in Klammern ist der Siedlungstyp angegeben):
- Gnotzheim (Hauptort)
- Letzleinsmühle (Einöde)
- Simonsmühle (Einöde)
- Spielberg (Kirchdorf)
- Weilerau (Weiler)

Einige Einzelhöfe sind abgegangen, wie die Rangmühle im 19. Jahrhundert und der Offenbeunder Hof.
Es gibt auf dem Gemeindegebiet nur die Gemarkung Gnotzheim. Sie hat wie die Gemeinde eine Fläche von 12,464 km² und ist in 1317 Flurstücke aufgeteilt, die eine durchschnittliche Flurstücksfläche von 9464,04 m² haben.

### Schutzgebiete
Östlich von Spielberg befindet sich das 16 Hektar große Naturwaldreservat Spielberger Leiten. Südlich von Buckmühle hat sich im Gemeindegebiet eine Steinerne Rinne gebildet. Die Gemeinde befindet sich im Geopark Ries.

## Geschichte

### Bis zur Gemeindegründung
Gnotzheim wurde als „Gnozesheim“ in einer Schenkungsurkunde von 1053 zum ersten Mal urkundlich erwähnt. Doch schon zu Zeiten der Römer war das Gebiet besiedelt. „Auf der Weil“ befinden sich die Reste des römischen Kohortenkastells Mediana und des dazugehörigen Lagerdorfs. Das Kastell wurde vermutlich um 90 n. Chr. als Holz-Erde-Anlage errichtet. Der Ausbau in Stein ist für das Jahr 144 n. Chr. mit einem Inschriftenstein dokumentiert. Durch Heinrich Eidam wurde das Kastell 1878 systematisch erforscht.
Nach dem Abzug der Römer kamen die Franken, was durch frühmittelalterliche Reihengräber belegt ist. Diese stammen aus der zweiten Hälfte des 5. Jahrhunderts bis zum Ende des 7. Jahrhunderts.
Ab dem 12. Jahrhundert ist in einer Urkunde von 1122 mit Pertold von Gnotzheim ein edelfreies Geschlecht überliefert. Nachdem im 13. Jahrhundert die Herren von Truhendingen die Herrschaft über Gnotzheim und Spielberg innehatten, gelangte durch Heirat und Verkauf die Herrschaft im 14. Jahrhundert an die Grafen von Oettingen. 1388 wurde Gnotzheim das Marktrecht und die Hochgerichtsbarkeit verliehen.
Das ehemalige Amt des Fürstentums Oettingen-Spielberg fiel bei Grenzbereinigungen 1796 an das 1792 von Preußen übernommene Fürstentum Ansbach, mit dem es im Vertrag von Paris im Februar 1806 durch Tausch, wie andere Teile Frankens zum Königreich Bayern kam. Mit dem Gemeindeedikt von 1818 entstand die politische Gemeinde.

### Eingemeindungen
Im Zuge der Gebietsreform in Bayern wurde am 1. April 1971 die Gemeinde Spielberg eingegliedert.

### Einwohnerentwicklung
| Jahr      | 1961 | 1970 | 1987 | 1991 | 1995 | 2000 | 2005 | 2010 | 2015 |
| Einwohner | 708  | 722  | 718  | 774  | 822  | 859  | 881  | 862  | 822  |

Gnotzheim ist die nach der Einwohnerzahl kleinste Gemeinde des Landkreises Weißenburg-Gunzenhausen.

## Politik

### Gemeinderat und Bürgermeister
Der Marktgemeinderat besteht aus acht Mitgliedern, die seit der Gemeinderatswahl am 15. März 2020 alle der Listenverbindung „CSU/Freie Bürger“ angehören.
Erster Bürgermeister ist Jürgen Pawlicki (parteilos). Er wurde über die Liste CSU / Freie Bürger bei der Kommunalwahl 2020 mit 78,8 % der gültigen Stimmen gewählt.

### Wappen
| Wappen von Gnotzheim | Blasonierung: „In Blau ein durchgehender silberner Schragen.“ |
| Wappen von Gnotzheim | Wappenbegründung: Der Schragen ist das Wappenbild der Grafen von Oettingen, die seit 1360 als Grund- und Landesherren auf der Burg Spielberg saßen und sich nach ihr als Grafen von Oettingen-Spielberg nannten. Unter ihrer Herrschaft wurde Gnotzheim um 1398 zum Markt erhoben, nachdem ein Jahr zuvor das Kloster Heidenheim seine hiesigen Güter aufgegeben hatte. |

## Wirtschaft und Infrastruktur

### Wirtschaft
Im Jahr 2014 gab es nach der amtlichen Statistik im Bereich Land- und Forstwirtschaft, Fischerei drei, im produzierenden Gewerbe keine und im Bereich Handel und Verkehr 26 sozialversicherungspflichtig Beschäftigten am Arbeitsort. In sonstigen Wirtschaftsbereichen waren sieben Personen sozialversicherungspflichtig beschäftigt. Sozialversicherungspflichtig Beschäftigte am Wohnort gab es insgesamt 323. Im verarbeitenden Gewerbe gab es keinen Betrieb, im Bauhauptgewerbe zwei Betriebe. Im Jahr 2010 bestanden außerdem 22 landwirtschaftliche Betriebe mit einer landwirtschaftlich genutzten Fläche von insgesamt 696 Hektar, davon waren 470 Hektar Ackerfläche und 216 Hektar Wiesen und Weiden.

### Bildung
- Der Kindergarten bietet 39 Kindergartenplätze (2015).[12]
- Die Grundschule des Ortes ist nach der schwedischen Schriftstellerin Astrid Lindgren benannt und hat vier Klassen mit 58 Schülern.[13][14]

## Baudenkmäler
- Schloss Spielberg
- Katholische Pfarrkirche St. Michael
- Katholische Kirche St. Georg, ein 1725–1727 errichteter Barockbau des Graubündner Baumeisters Franz de Gabrieli
- Barockes Johannes-von-Nepomuk-Denkmal
- Arma-Christi-Kreuz

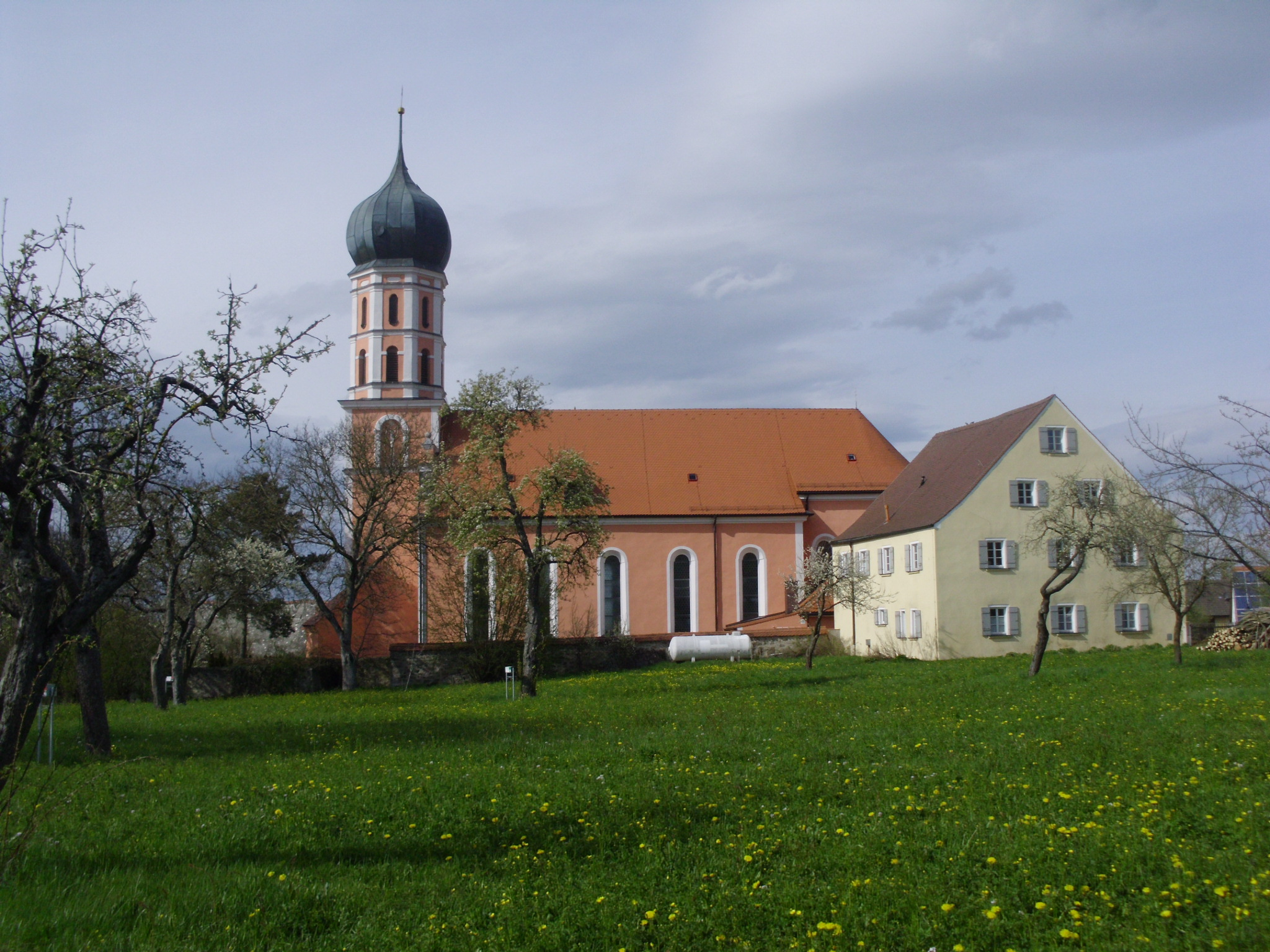
Pfarrkirche St. Michael
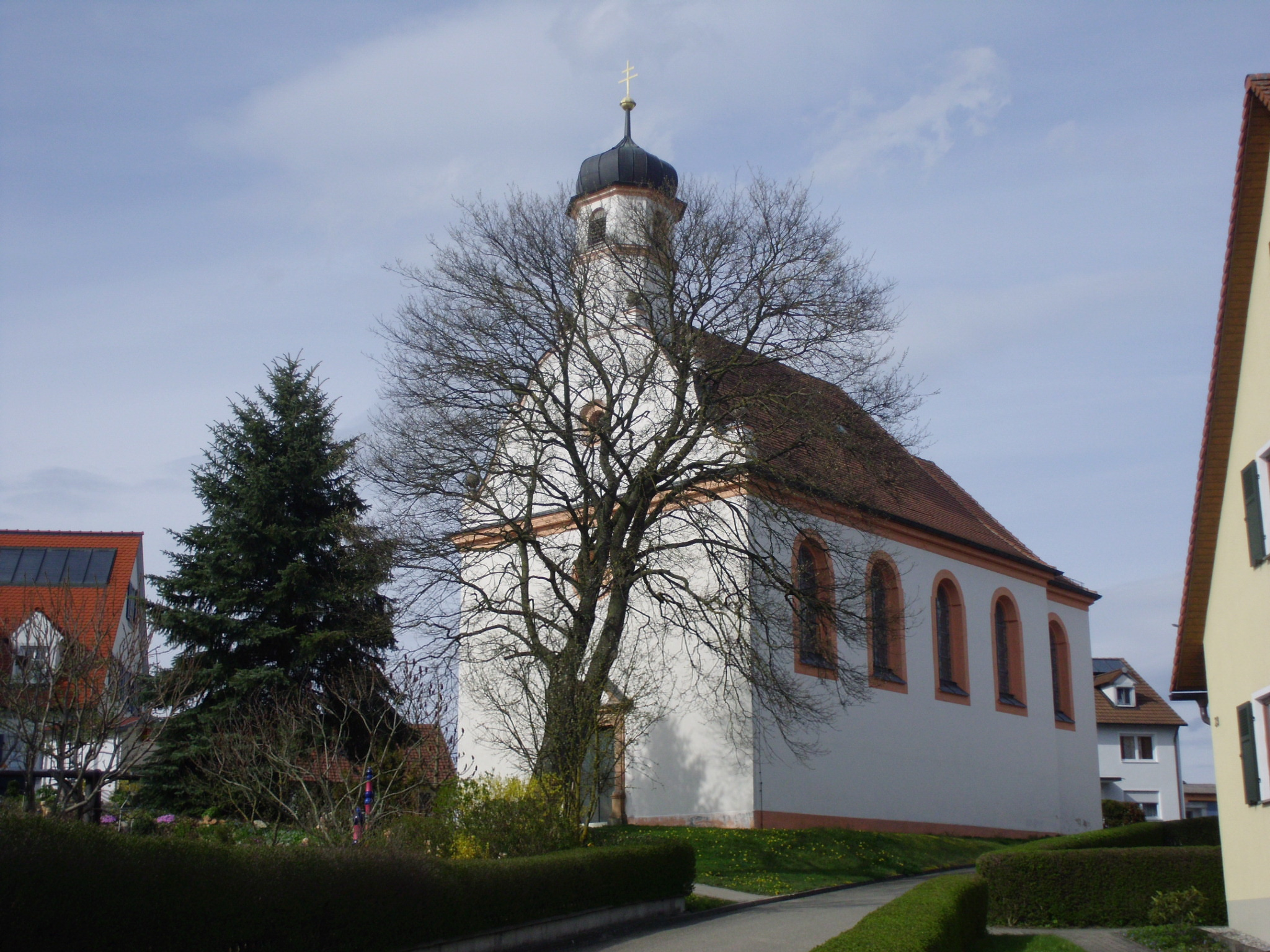
Kirche St. Georg
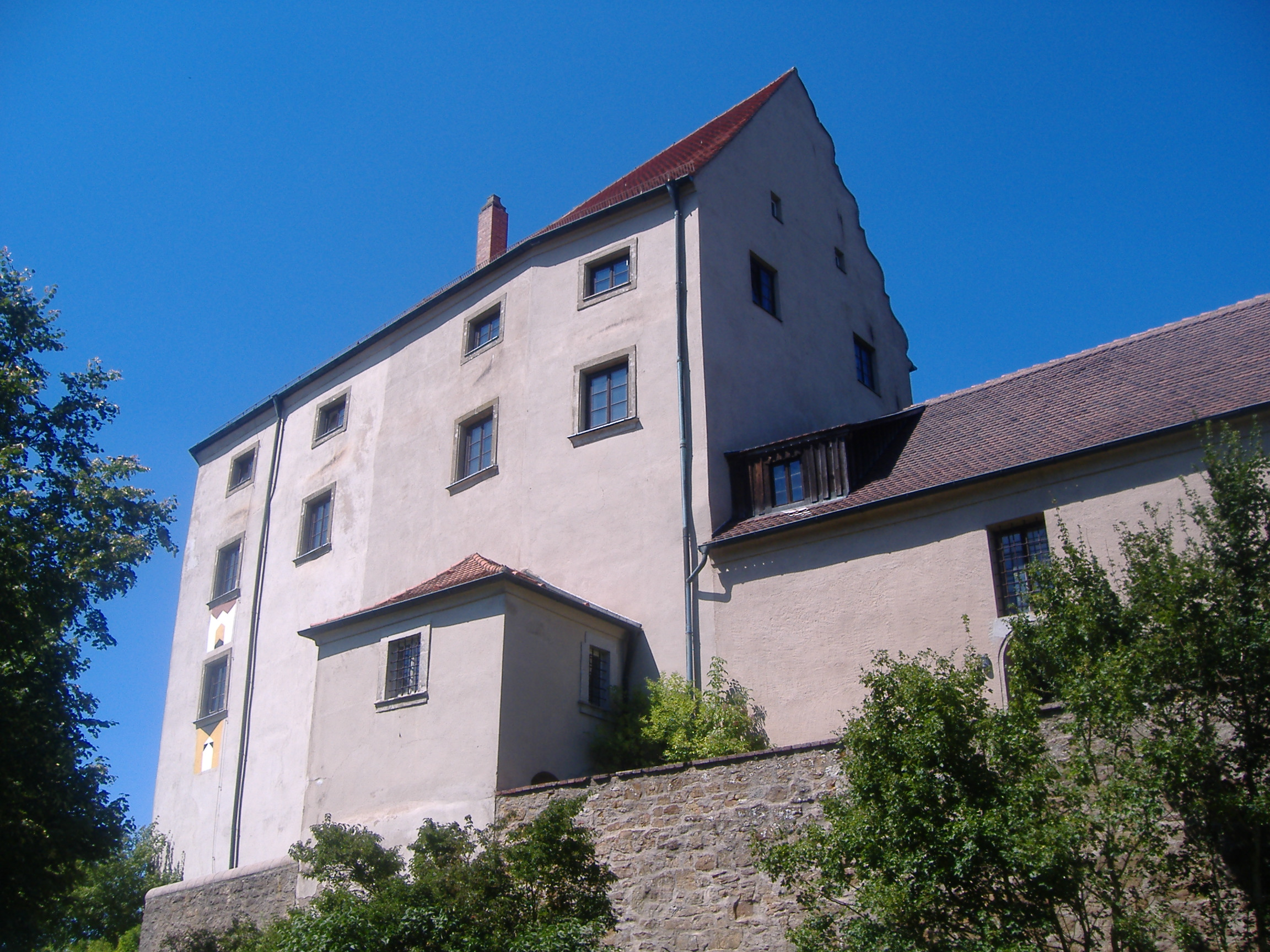
Schloss Spielberg
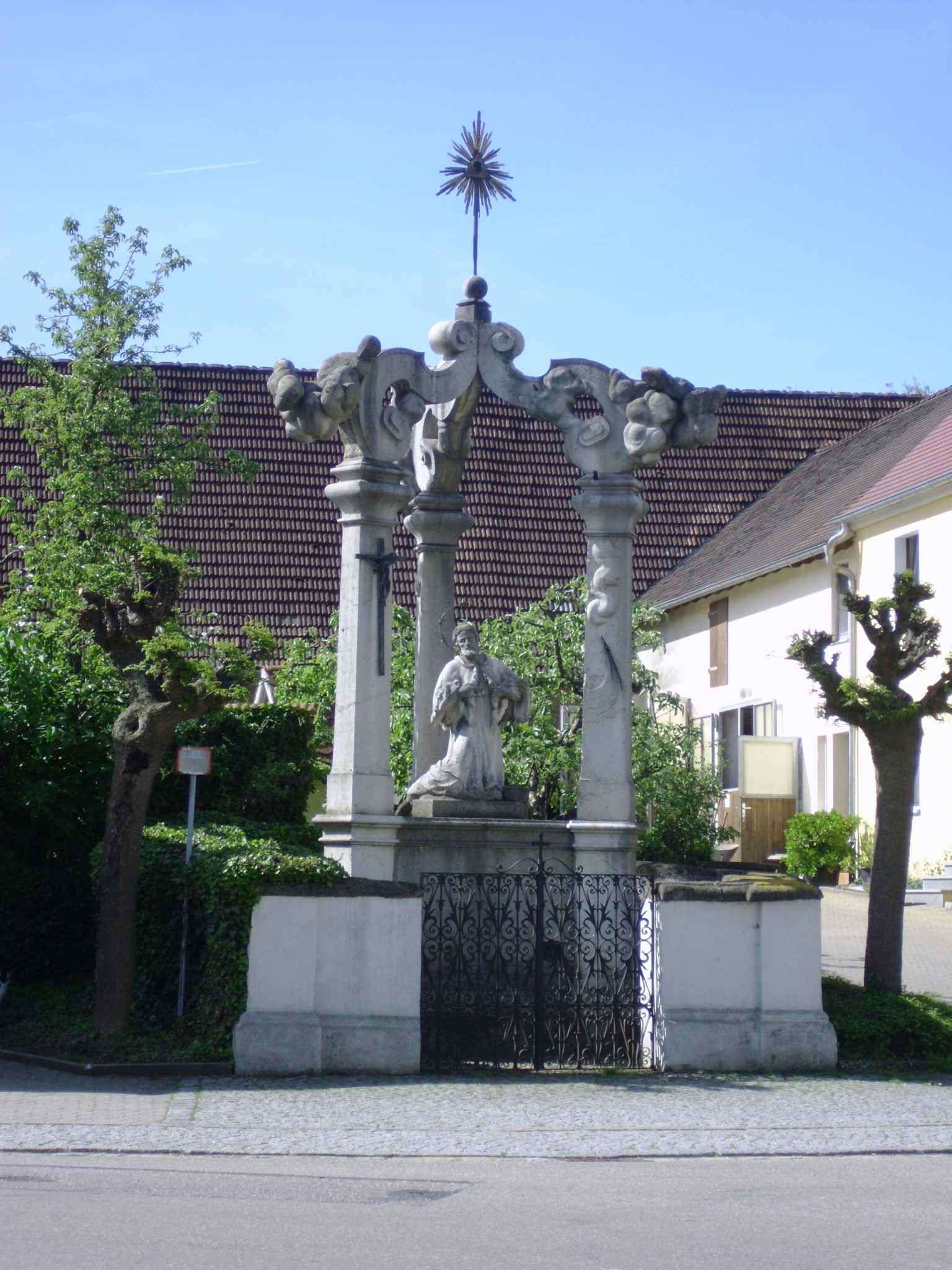
Nepomuk-Denkmal

## Bodendenkmäler

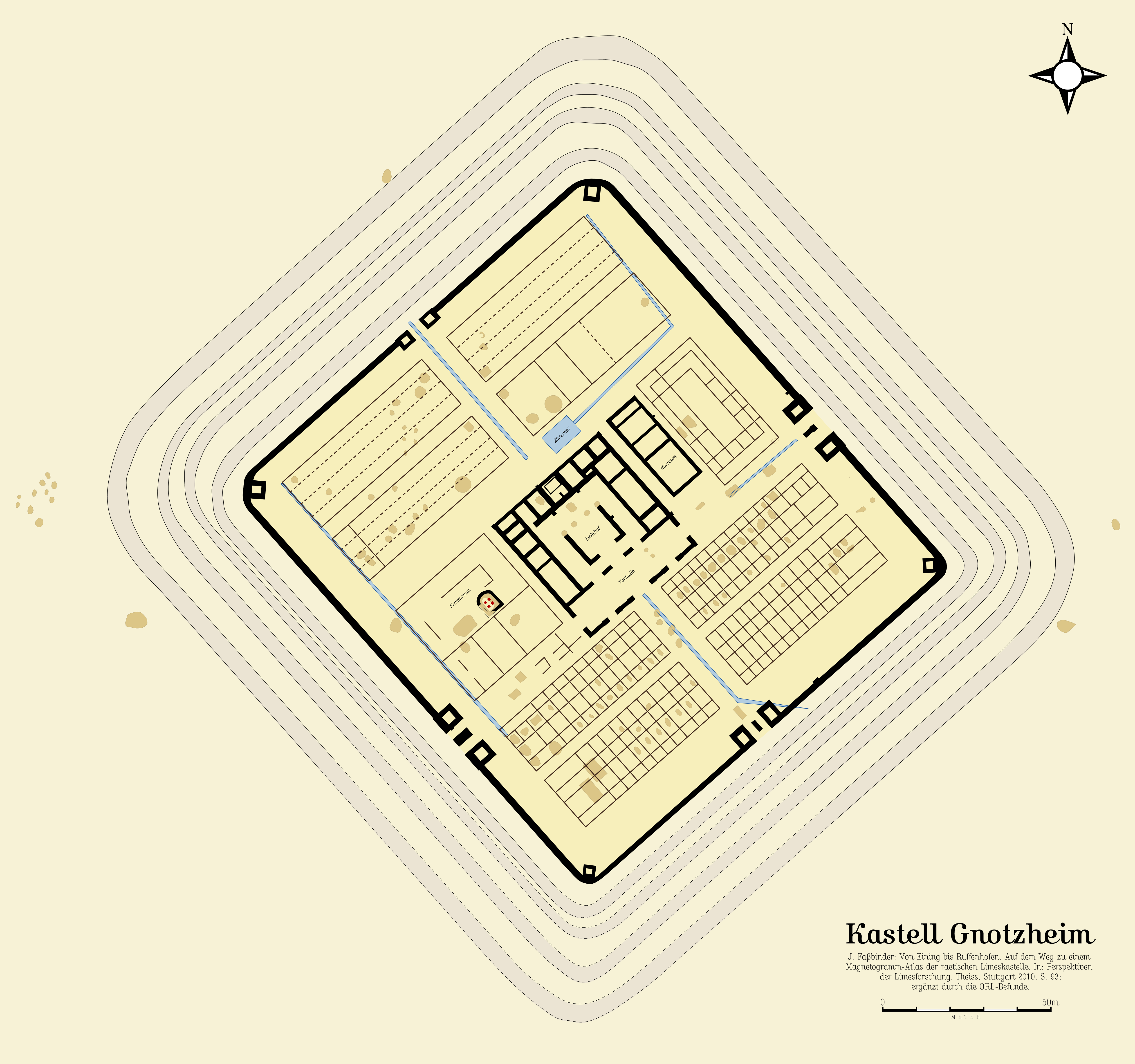
Karte des Römerkastells Mediana
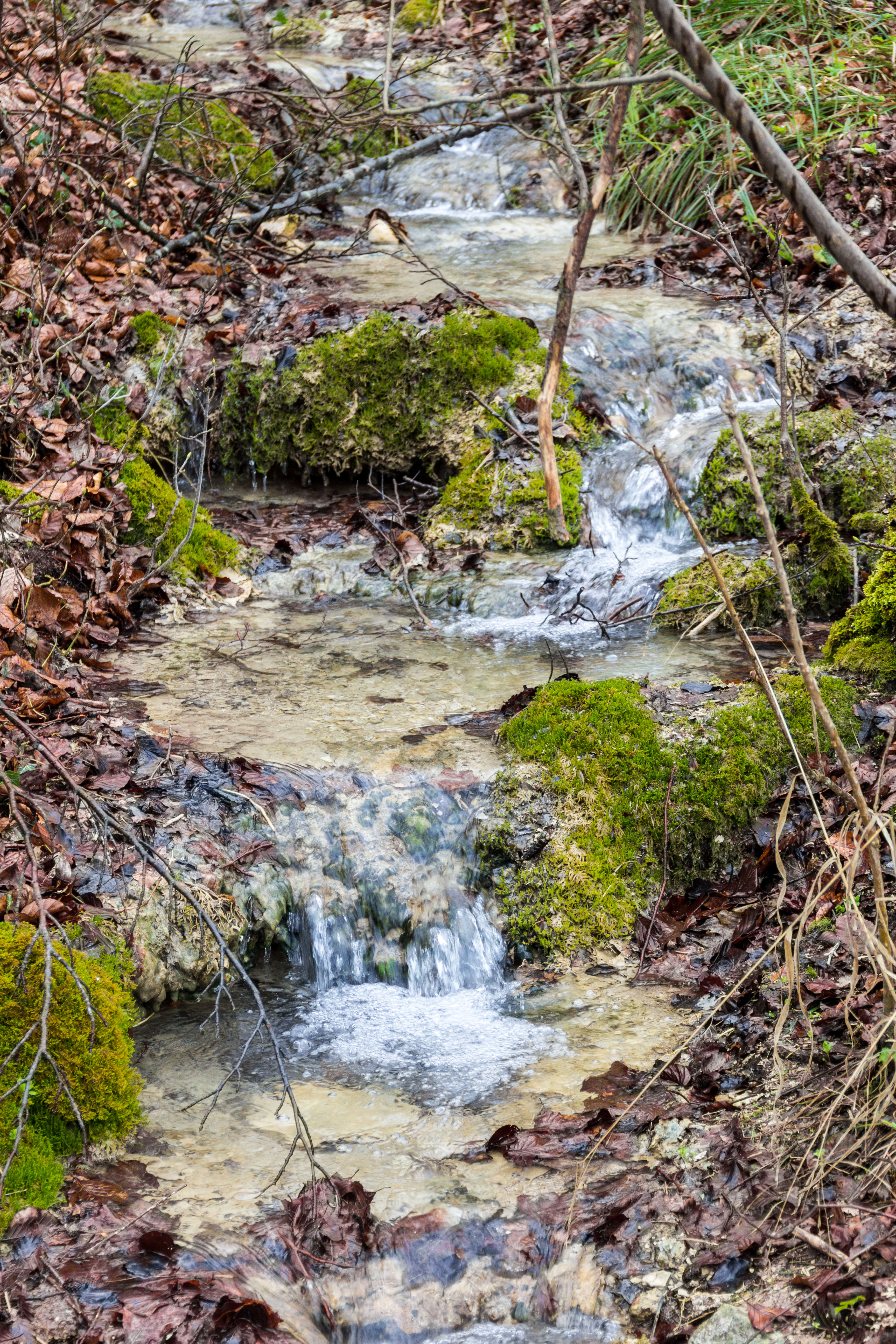
Steinerne Rinne bei Buckmühle
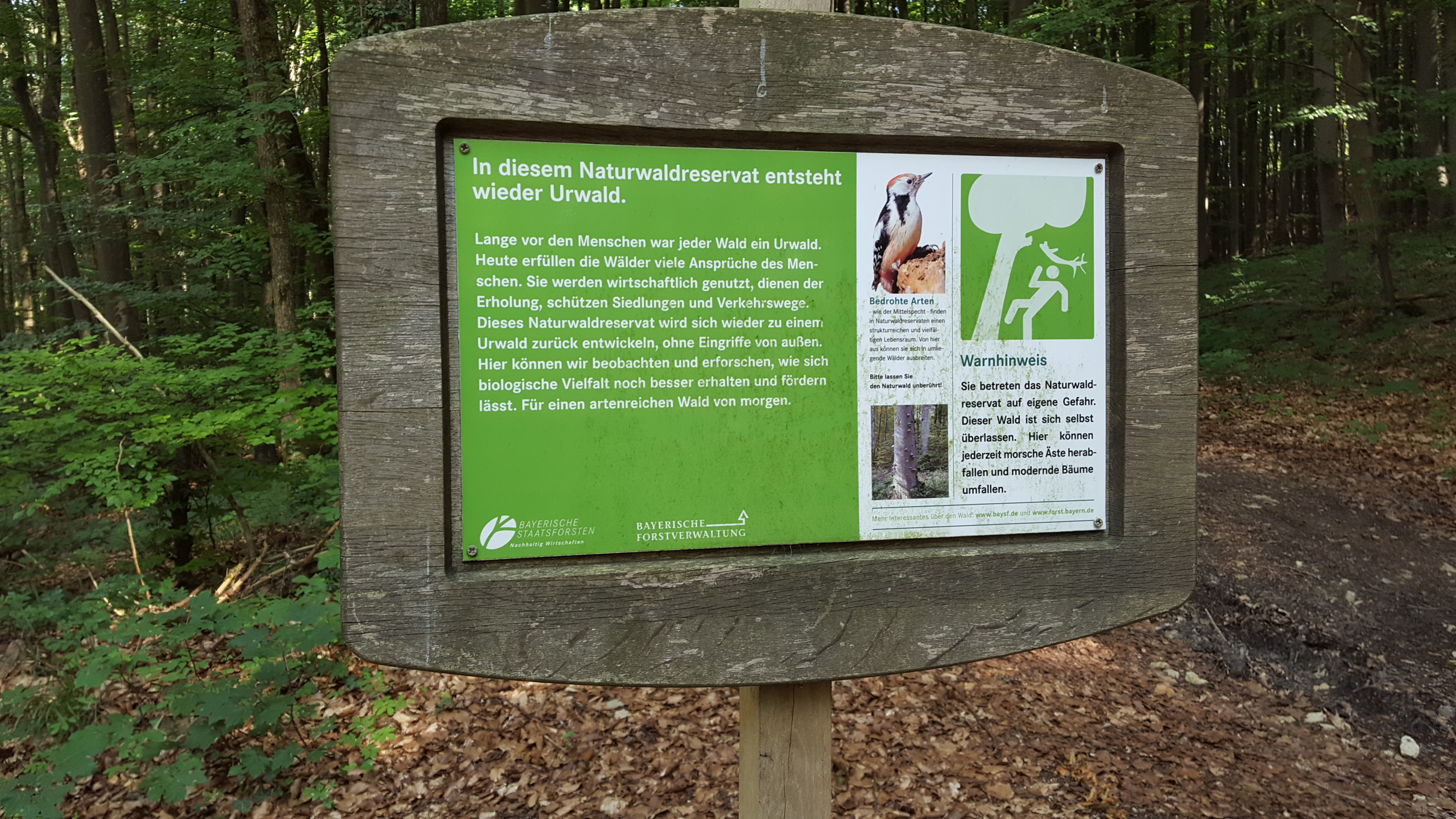
Naturwaldreservat Spielberger Leiten

## In Gnotzheim geboren
- Andreas Weiß (* 1954), katholischer Geistlicher und Jurist

## Belege
1. ↑  Genesis-Online-Datenbank des Bayerischen Landesamtes für Statistik Tabelle 12411-003r Fortschreibung des Bevölkerungsstandes: Gemeinden, Stichtag (Einwohnerzahlen auf Grundlage des Zensus 2011) (Hilfe dazu).
2. ↑  Gemeinde Gnotzheim in der Ortsdatenbank der Bayerischen Landesbibliothek Online. Bayerische Staatsbibliothek, abgerufen am 25. Dezember 2019.
3. ↑  Gemeinde Gnotzheim, Liste der amtlichen Gemeindeteile/Ortsteile im BayernPortal des Bayerischen Staatsministerium für Digitales, abgerufen am 29. November 2021.
4. ↑  Gemarkung Gnotzheim (093639). In: geoindex.io. Geoindex Aktiengesellschaft, abgerufen am 19. Oktober 2024.
5. ↑  Webkarte. ALKIS®-Verwaltungsgrenzen – Gemarkungen. In: BayernAtlas. LDBV, abgerufen am 19. Oktober 2024.
6. ↑  Übersicht der Naturwaldreservate in Mittelfranken. Abgerufen am 8. Oktober 2022.
7. ↑  Karte - Geopark Ries. Abgerufen am 8. Oktober 2022.
8. ↑  Wilhelm Volkert (Hrsg.): Handbuch der bayerischen Ämter, Gemeinden und Gerichte 1799–1980. C. H. Beck, München 1983, ISBN 3-406-09669-7, S. 477.
9. ↑  Gemeinderatswahl Markt Gnotzheim FINAL, 15. März 2020. Abgerufen am 18. November 2020.
10. ↑  Bürgermeisterwahl Markt Gnotzheim FINAL. Gemeinde Gnotzheim, abgerufen am 7. Oktober 2020.
11. ↑  Wappen von Gnotzheim in der Datenbank des Hauses der Bayerischen Geschichte
12. ↑  Gnotzheim: Amtliche Statistik des Bayerischen Landesamtes für Statistik
13. ↑  Astrid-Lindgren-Schule
14. ↑  Gnotzheim: Amtliche Statistik des Bayerischen Landesamtes für Statistik